# Ерісіхтон (Афіни)
Ерісіхтон (дав.-гр. Ἐρυσίχθων) — персонаж давньогрецької міфології, син афінського царя Кекропа та його дружини Аглаври. Приніс до Афін образ Ілітії. Помер бездітним ще за життя батька.
За Плутархом Ерісіхтон спорудив першу дерев'яну статую Аполлона на Делосі.